# Wirtschaftszahlen zum Automobil/Volksrepublik China
Dies ist eine Unterseite des Artikels Wirtschaftszahlen zum Automobil. Sie enthält Wirtschaftszahlen der Volksrepublik China.

## PKW-Hersteller mit den größten Verkaufszahlen
| China Volksrepublik | Autohersteller | Anzahl    |
| ------------------- | -------------- | --------- |
| 1                   | BYD Auto       | 2.571.109 |
| 2                   | Volkswagen     | 2.228.635 |
| 3                   | Toyota         | 1.702.773 |
| 4                   | Honda          | 1.193.019 |
| 5                   | Changan        | 962.061   |
| 6                   | Geely          | 914.752   |
| 7                   | Wuling         | 843.103   |
| 8                   | BMW            | 705.163   |
| 9                   | Nissan         | 687.110   |
| 10                  | Audi           | 664.607   |

| China Volksrepublik | Autohersteller                                                          | Anzahl (mit Microvans) |
| ------------------- | ----------------------------------------------------------------------- | ---------------------- |
| 1                   | Shanghai GM                                                             | 1.363.500              |
| 2                   | FAW-Volkswagen                                                          | 1.328.900              |
| 3                   | SAIC GM Wuling (SGMW) (SAIC Motor mit Wuling Motors und General Motors) | 1.322.600              |
| 4                   | Shanghai Volkswagen                                                     | 1.280.000              |
| 5                   | Beijing-Hyundai Automotive                                              | 859.600                |
| 6                   | Dongfeng                                                                | 773.000                |
| 7                   | Chongqing Changan Automobile Company                                    | 604.200                |
| 8                   | Chery Automobile                                                        | 550.200                |
| 9                   | FAW Toyota                                                              | 495.500                |
| 10                  | Changan Ford zu Chongqing Changan Automobile Company                    | 493.600                |

## PKW-Modellreihen mit den größten Verkaufszahlen

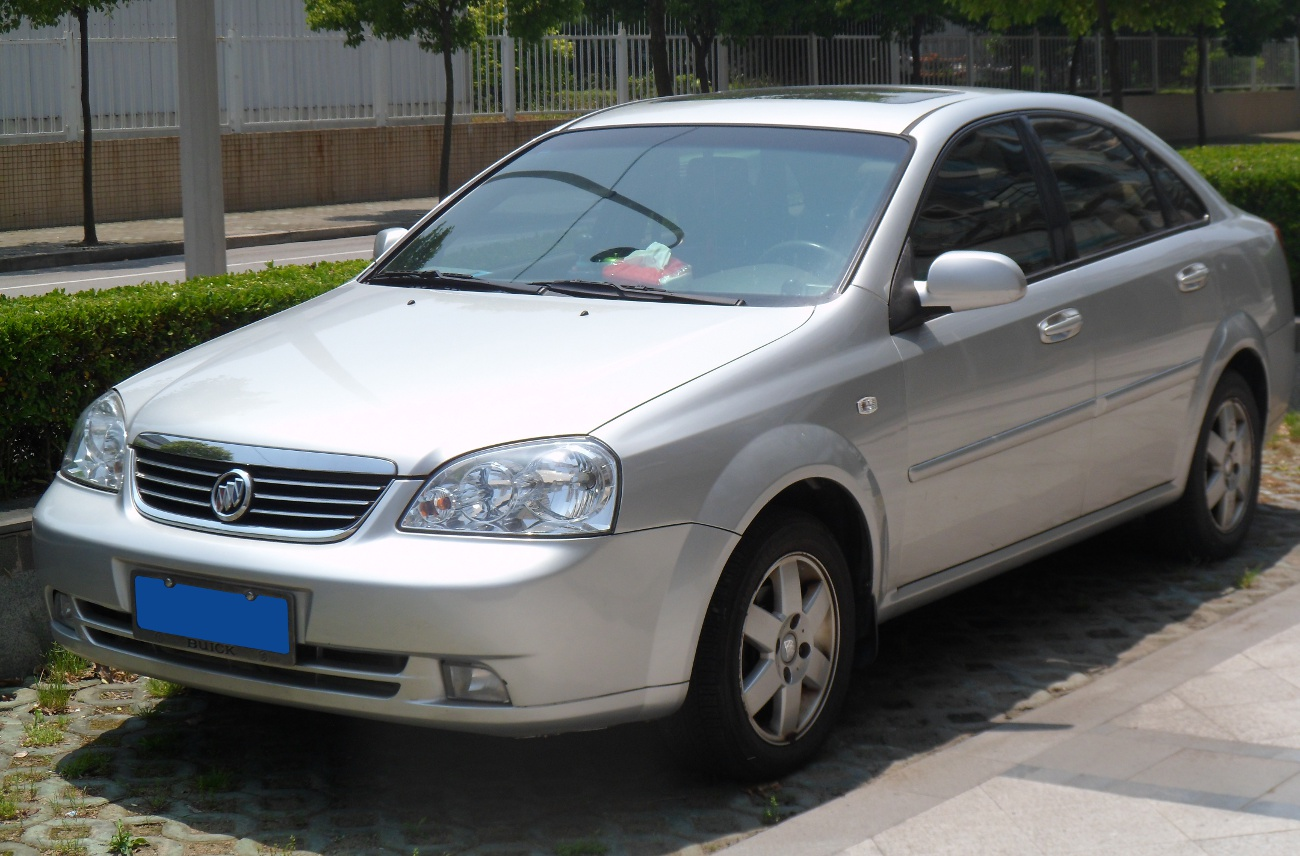
Buick Excelle in Shanghai

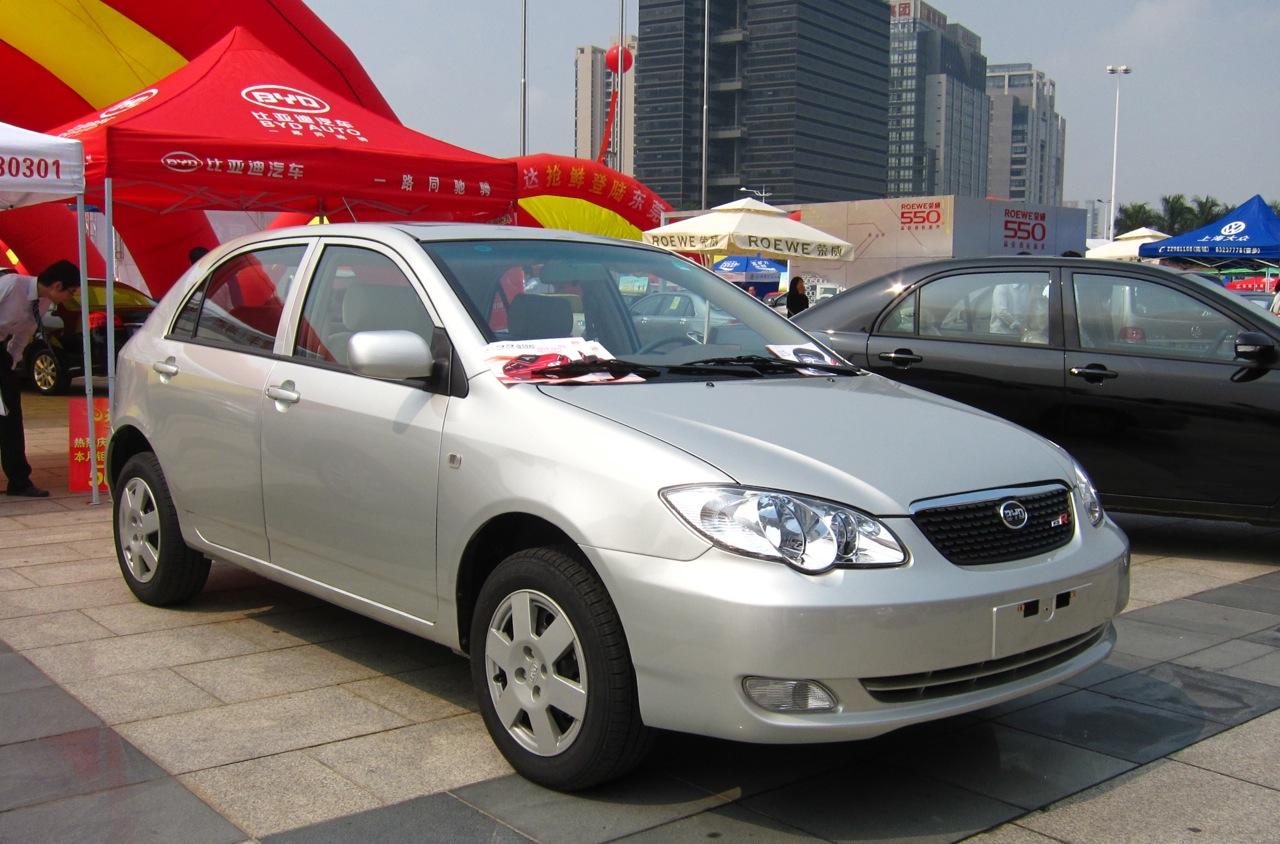
BYD F3R

| China Volksrepublik | Fahrzeugmodellreihe                          | Anzahl  |
| ------------------- | -------------------------------------------- | ------- |
| 1                   | Shanghai-GM Buick Excelle (Chevrolet Nubira) | 277.071 |
| 2                   | Shanghai-GM Chevrolet Sail                   | 262.071 |
| 3                   | Shanghai-Volkswagen Lavida                   | 246.687 |
| 4                   | FAW-Volkswagen Jetta                         | 242.528 |
| 5                   | Shanghai-GM Chevrolet Cruze                  | 232.592 |
| 6                   | FAW-Volkswagen New Bora                      | 222.735 |
| 7                   | Beijing-Hyundai Elantra-Yuedong              | 213.974 |
| 8                   | Beijing-Hyundai Verna                        | 201.746 |
| 9                   | FAW-Volkswagen Sagitar                       | 196.293 |
| 10                  | FAW-Volkswagen Magotan                       | 173.667 |

| China Volksrepublik | Fahrzeugmodellreihe                          | Anzahl  |
| ------------------- | -------------------------------------------- | ------- |
| 1                   | BYD F3                                       | 263.900 |
| 2                   | Shanghai-Volkswagen Lavida                   | 251.600 |
| 3                   | Beijing-Hyundai Elantra-Yuedong              | 233.300 |
| 4                   | FAW-Volkswagen Jetta                         | 224.500 |
| 5                   | Shanghai-GM Buick Excelle (Chevrolet Nubira) | 222.500 |
| 6                   | Shanghai-Volkswagen Santana                  | 210.100 |
| 7                   | FAW-Xiali N5                                 | 198.700 |
| 8                   | Shanghai-GM Chevrolet Cruze                  | 187.800 |
| 9                   | Chery Cowin                                  | 173.500 |
| 10                  | FAW-Volkswagen New Bora                      | 172.500 |